# Oricon
Az Oricon (リコン; Orikon) egy 1999-ben alapított japán szórakoztatóipari vállalat, mely zenei statisztikákat állít össze. A cég elődje az Original Confidence Inc. volt, mely 1967 óta zenei toplistáiról volt nevezetes. A vállalat mintegy 23 800 (2016-os adat) kiskereskedő eladási adatai alapján CD-k, DVD-k, videojátékok és egyéb szórakoztatóipari termékek statisztikáit állítja össze. Az eredményeket keddenként, szerdánként, illetve csütörtökönként teszik közzé. A zenei toplisták mellett az Oricon televíziós reklámfilmek népszerűségi toplistáját is közzéteszi.
Az Oricont a japán szórakoztatóipar legbefolyásosabb toplistakészítőjének tartják, a koreai hullám népszerű előadói például fontosnak tartják karrierjük szempontjából, hogy minél magasabb helyezést érjenek el az Oriconon.
Az Oricon régen csak heti 20-as album- és 50-es kislemez listákat közölt le 10-es kerekítéssel, de 2002 novemberétől már napi listát is leközölnek, minden héten 200-as kislemez, és 300-as albumlistát tesznek közzé. A nyilvánosságnak csak napi 30-as, és heti 50-es listát tesznek láthatóvá, a teljes listáért havonta 1026 jent kell fizetni. A listák összeállításánál csak a belföldi címekre rendelt termékeket veszik számításba.
Mivel az Oricon csak a fizikai formában megvásárolt kislemezeket és albumokat számolja, a digitális letöltéseket nem, ezért a 2000-es évek folyamán rohamosan csökkentek az összeladási adatok, azonban 2014-ben a zeneladások 78 százalékát még így is a fizikai eladások tették ki. Az Oricon 2016 negyvenötödik hetétől kezdve már a digitális nagylemez-eladásokat részletező listát is közzétesz, melyet a japán iTunes Store, a mora, a mu-mo és a RecoChoku adataiból állítanak össze.